# 赤の市庁舎

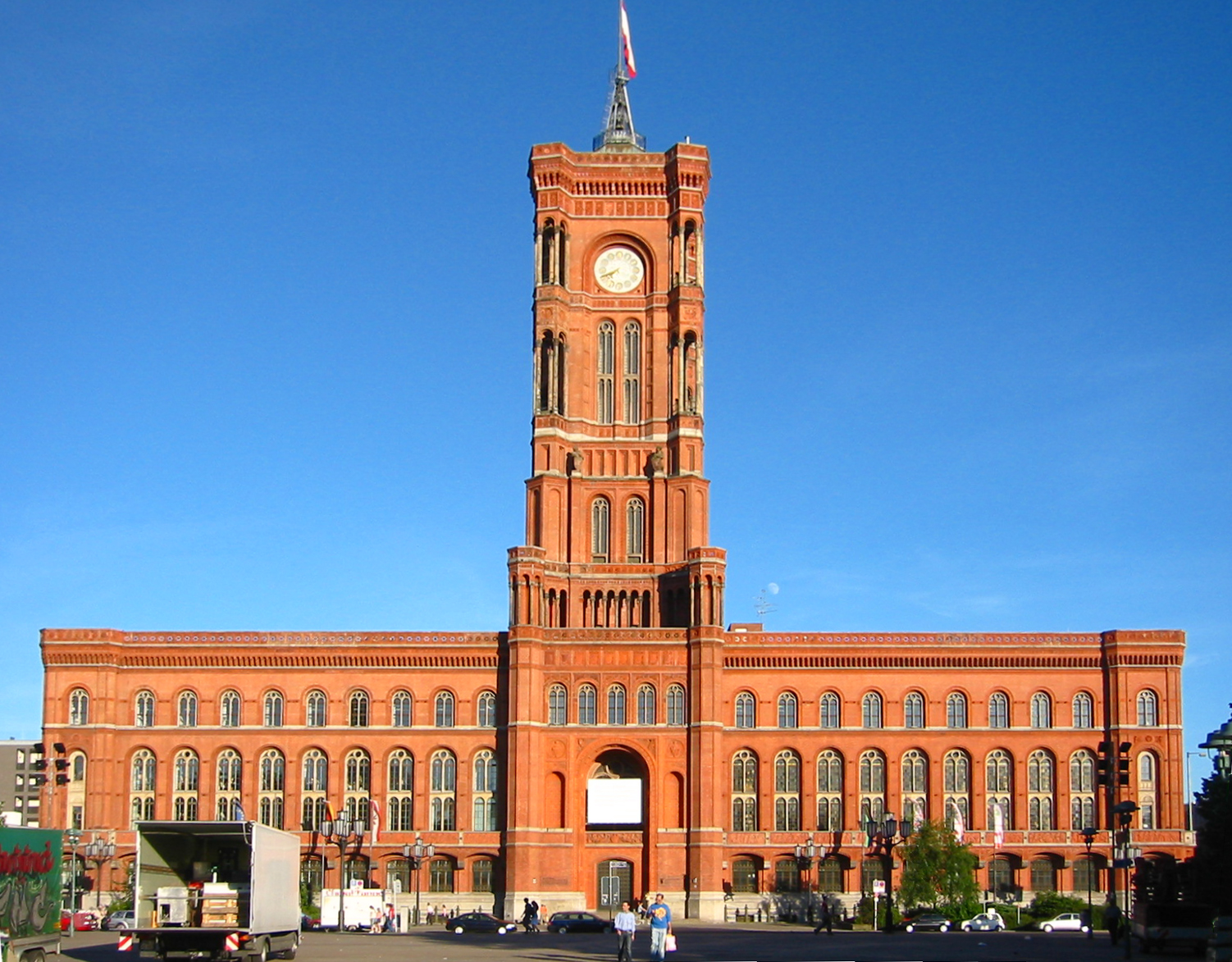
赤の市庁舎

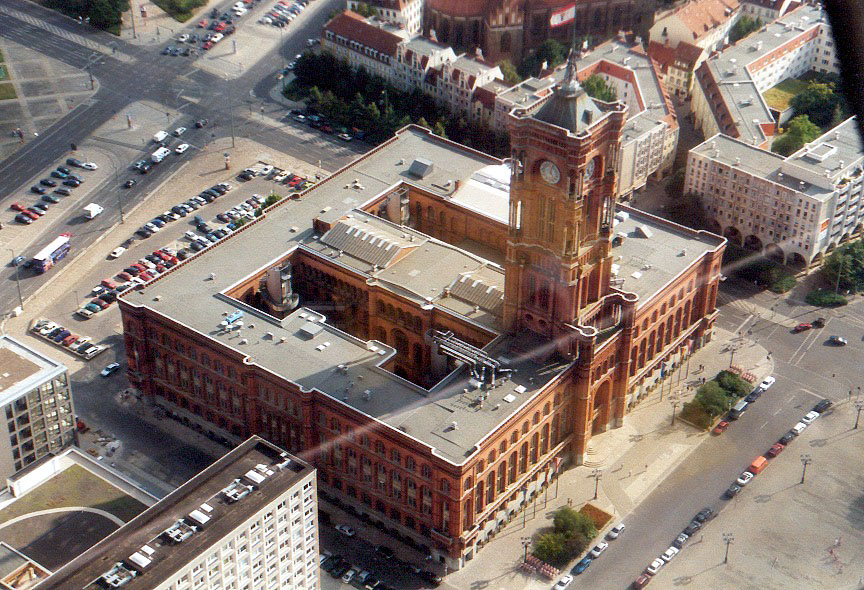
テレビ塔からの眺め

赤の市庁舎（あかのしちょうしゃ、ドイツ語: Rotes Rathaus）はドイツ・ベルリンの市庁舎（ラートハウス、タウンホール）で、ミッテ区ミッテ地区にあり、アレクサンダー広場近くのラートハウス通りに位置している。市長とベルリン市の行政組織（公式にはベルリンの参事会）の本拠地。目印となる建物の名前は赤い硬質煉瓦（レンガ）による見た目のデザインに由来している。
この市庁舎はヘルマン・フリードリヒ・ヴェーゼマンによって1861年から1869年の間に北イタリアの盛期ルネサンス様式にて建造された。今日のポーランドに属するトルンの古い市庁舎をモデルとし、塔の建築様式はフランスにあるラン大聖堂を偲ばせる。通りのブロック全体に沿って建っていた中世からの建築の多くを取り壊して建てられた。
ベルリン大空襲によりこの建物は大きく破壊され、1951年から1956年の間に元通りに再建された。戦後、市役所の機能は、破壊を免れた新市庁舎（Neues Stadthaus）、およびParochialstraßeにあるベルリン市営火災保険の以前の本部であるFeuersozietät へと移った。これらの建物が1948年9月まではベルリンのすべての地区の、またその後はソビエト占領地区だけの、市の臨時の行政中心施設として断続的に利用された。赤の市庁舎は再建された当時はソビエト占領地区に位置しており、東ベルリンのラートハウスとして利用されていた。西ベルリンではシェーネベルク区庁舎が市参事会の所在地となっていた。ドイツ再統一の後、統一ベルリンの市政は1991年10月1日公式にここに移転した。